# Biskupský dvůr v Malé Chuchli
Biskupský dvůr v Malé Chuchli je zaniklé sídlo v Praze 5. Stál pravděpodobně poblíž kostela Narození Panny Marie.

## Historie
Ves Chuchle náležela ve 12. století pražským biskupům a ti zde měli poblíž původního románského kostela své sídlo, pravděpodobně dvorec s tvrzí. Dochovala se o něm zpráva:
| „ | „Leta 1132 dne 19. ledna, když pan Menhart (biskup Pražský) meškal v jedné vsi řečené Chuchel, jednoho dne v soumrak stal se div neslýchaný a velmi strašlivý. Když totiž ospalostí již stižen vstoupil do postele a služebníci jeho stáli u něho, najednou hřmot hrozný, jako z jeskyně přicházeje, blížil se k domu, ve kterém byl, a zazvučel jim v uších; kterýmžto hřmotem zastrašeni utekli, pána samotného nechavše; on pak nevěda, co by činil, vyskočil z postele, a jako u vytržení se nacházeje, postavil se vedle zdi komína; a hle! kámen divné velikosti padaje z hory, zbořil dvě zdi i s postelí biskupovou a tam zůstal ležeti, a tak pan biskup zůstal jest bez úrazu.“ | “ |
| — | |   |

## Další informace
Legenda inspirovala Jaroslava Vrchlického k napsání básně „Legenda Chuchelská“.